# Borsalino

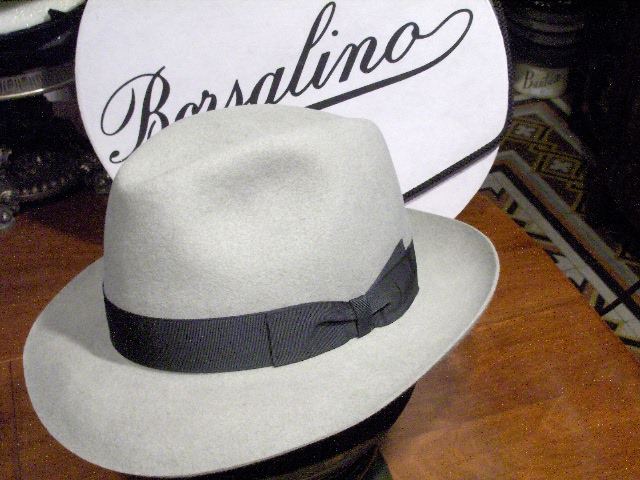
Fedora firmy Borsalino

Borsalino – włoskie przedsiębiorstwo specjalizujące się w wyrobie kapeluszy, założone przez Giuseppe Borsaliniego.

## Historia
Firmę założył 4 kwietnia 1857 roku Giuseppe Borsalino. Wytwórnia znajduje się w  Alessandrii (Piemont).
Okresem świetności firmy był koniec XIX i początek XX wieku, gdy kapelusz stanowił nieodłączny element męskiej elegancji. Produkowano wówczas całą gamę modeli, między innymi: melonik, szapoklak, homburg, fedora, panama. Wyroby rozprowadzano nie tylko we Włoszech, ale też we Francji, Anglii i USA. Pod koniec XX wieku, ze względu na zmniejszone zapotrzebowanie, produkcja uległa ograniczeniu, a wytwórnia stanęła na skraju bankructwa. Po kilku przekształceniach własnościowych została ostatecznie w 2015 roku wykupiona przez firmę Haeres Equita. W następstwie tego przejęcia zmodernizowano system dystrybucji i marketingu. Asortyment produkcji poszerzono o odzież, zegarki i akcesoria modowe. Dzisiaj kapelusze firmy Borsalino znów są dostępne w salonach mody Londynu, Nowego Jorku, a nawet w Jerozolimie. 
W roku 2017 z okazji 160-lecia istnienia fabryki przyznano fabryce tytuł „Eccellenze del sistema produttivo”, a włoska poczta wyemitowała z tej okazji znaczek pocztowy o nominale 0,95 euro.

## Produkcja
Kapelusze Borsalino są produkowane ręcznie z najwyższej jakości filcu wytwarzanego z sierści królików. Proces produkcji jest przekazywany z pokolenia na pokolenie. Wykonanie jednego filcowego kapelusza wymaga ok. siedmiu tygodni i 50 manualnych czynności. W przypadku słomkowych kapeluszy typu (panama) proces ten trwa nawet do 6 miesięcy.

## Popularność
Kapelusze tej marki nosiło wielu znanych aktorów i artystów; szczególnie modne były wśród gangsterów (nosił go m.in. Al Capone). Nosili je także Alain Delon i Jean Paul Belmondo jako marsylscy gangsterzy w filmie Borsalino (1970). Humphrey Bogart i Igrid Bergman nosili je w filmie Casablanca (1942), a Harrison Ford jako Indiana Jones. Michael Jackson korzystał kapelusza tej marki w kilku teledyskach, a także wielokrotnie w czasie występów scenicznych.